# Pseudomuscari
Pseudomuscari  es un género  de plantas herbáceas, perennes y bulbosas perteneciente a la subfamilia de las escilóideas dentro de las asparagáceas. Comprende siete especies que se distribuyen desde el Mediterráneo oriental hasta Irán.

## Taxonomía
El género fue descrito por Garbari & Greuter  y publicado en Taxon 19: 334. 1970. La especie tipo es: Pseudomuscari azureum (Fenzl) Garbari & Greuter

## Listado de especies
- Pseudomuscari azureum (Fenzl) Garbari & Greuter, Taxon 19: 334 (1970).
- Pseudomuscari chalusicum (D.C.Stuart) Garbari, Atti Soc. Tosc. Sci. Nat. Pisa, Mem. 77: 112 (1970 publ. 1971).
- Pseudomuscari coeleste (Fomin) Garbari, Atti Soc. Tosc. Sci. Nat. Pisa, Mem. 77: 112 (1970 publ. 1971).
- Pseudomuscari coeruleum (Losinsk.) Garbari, Atti Soc. Tosc. Sci. Nat. Pisa, Mem. 77: 112 (1970 publ. 1971).
- Pseudomuscari forniculatum (Fomin) Garbari, Atti Soc. Tosc. Sci. Nat. Pisa, Mem. 77: 112 (1970 publ. 1971).
- Pseudomuscari inconstrictum (Rech.f.) Garbari, Atti Soc. Tosc. Sci. Nat. Pisa, Mem. 77: 112 (1970 publ. 1971).
- Pseudomuscari pallens (M.Bieb.) Garbari, Atti Soc. Tosc. Sci. Nat. Pisa, Mem. 77: 112 (1970 publ. 1971).